# Graseck
Das Graseck ist ein 1281 m ü. NHN hoher Berg in den Bayerischen Voralpen. Der Berg befindet sich oberhalb der oberbayerischen Gemeinde Kochel am See (Landkreis Bad Tölz-Wolfratshausen), ein Teil inklusive des höchsten Punktes liegt jedoch in der Gemeinde Jachenau. 
Das Graseck bildet einen grob in Ost-West-Richtung ausgebildeten Kamm, der sich in etwa von einem Absatz mit der verfallenen Geißalm bis zum höchsten Punkt im Osten zieht. Dort macht der Kamm einen Knick nach Norden und endet im Sonnenspitz. Vorgelagert befinden sich Brandenstein und Kienstein. Im Süden durch einen Taleinschnitt des Heckenbachs getrennt erhebt sich die Nordwand des Jochbergs.
Das Gipfelkreuz des Grasecks befindet sich nicht am höchsten Punkt, sondern über einer Felswand etwas weiter westlich. Dieses kann nur auf unbeschilderten Bergsteigen erreicht werden.